# Matija Kezele
Matija Kezele (Zagreb, 11. veljače 1986.) je hrvatski akademski glumac i lutkar.

## Životopis
Matija Kezele, samostalni umjetnik Republike Hrvatske
- 2008. završio Umjetničku akademiju u Osijeku, BA glume i lutkarstva
- Od 2009. godine angažiran je kao stalni vanjski suradnik Hrvatskog narodnog kazališta u Varaždinu
- 2012. osnovao umjetničku organizaciju Kotar teatar i Kotar FEST! www.kotarteatar.com www.kotarfest.com
- 2013. godine pridružuje se udruzi Crveni nosovi – klaunovidoktori kao dr. Kez

## Filmografija

### Kazališne uloge
2014/2015 – Svinje; Tekst: Tomislav Zajec, Režija: Damir Zlatar Frey, HNK u Varaždinu, Uloga: Ibru. 
2014/2015 – Gozba;  Autorski projekt Olje Lozice, dramaturg; Matko Botić; HNK u Varaždinu, Uloge: sin, rom, debela baba, gay. 2013/14/15 – Crveni nosevi – klaunodvidoktori, uloga: Dr. Kez. 2013/2014 – I ti ljubav nekom daj; Tekst: Vesna Parun, Režija: Ladislav Vindakijević; HNK u Varaždinu, Uloge: jazavčar, vučjak, vuk i ovčar. 2012/2013 – Kućni duhovi ili nevidljivi recept za sreću; Tekst i režija: Tamara Kučinović; Kazalište Dubrava i KD Pinklec. Uloge: Djed Ćutković i Fufraj. 2012/2013 – Čarobnica Berta, Maks i mala princeza; Tekst i režija: Ksenija Krčar; HNK u Varaždinu. Uloga: Maks. 2012/2013 – Snjeguljica mora umrijeti; Tekst: Rona Žulj, režija: Miran Kurspahić; HNK Varaždin i KD Pinklec, Čakovec. Uloge: ogledalce, Ljutko, Kihavko, Glupko, Pospanko i Stuart. 2011/2012 – Majka i dijete; Tekst: Jon Fosse, režija: Dario Harjaček; HNK Varaždin. Uloga: brat Leif. 2011/2012 – Klupica; Tekst: Jelena Kovačić, režija: Mario Kovač; KD Pinklec, Čakovec. Uloga: Marko. 2010/2011 – Anđeli Babilona; Tekst: Mate Matišić, režija: Maja Šimić; Dragon theatar, Zadar. Uloga: Profesor 2. 2010/2011 – Enciklopedija izgubljenog vremena; Tekst: Slobodan Šnajder, režija: Snježana Banović; HNK Varaždin. Uloga: Unuk. 2010/2011 – Matovilka ili o pohlepi; Tekst i režija: Dario Harjaček; Kazalište Dubrava. Uloga: Otac i Pripovjedač. 2010/2011 – Stolek, stolek; Tekst i režija: Dubravko Torjanac; HNK Varaždin. Uloga: Vrag. 2009/2010 – Fortinbras se napio; Tekst: Janusz Glowacki, režija: Vjeran Zuppa; Academia moderna, Satiričko kazalište Keempuh, ADU Zagreb, Glazbena mladež Grožnjan. Uloga: Sternborg – ministar Unutarnjih. 2009/2010 – Miševi i mačke naglavačke; Tekst: Luko Paljetak, režija: Ladislav Vindakijević; HNK Varaždin. Uloge: Miš i Krokodil. 2009/2010 – Klub Tango; Autorski projekt, režija: Ksenija Krčar; HNK Varaždin. Uloga: Aleksandar. 2009/2010 – Medij; Tekst: Giancarlo Menotti, režija Nenad Glavan, dirigent: Vladimir Kranjčević; ZKL Scena Travno, Theatar and Opera House, Beograd. Uloga: Toby. 2009/2010 – Marija Stuart; Tekst: Friedrich Schiller, režija Petar Selem; HNK Varaždin. Uloga: Časnik počasne garde. 2008/2009 – Mož i žena; Tekst: Vesna Kosec Torjanac, režija: Dubravko Torjanac; HNK Varaždin. Uloga: Pajdaš Lojzek. 2008/2009 – Djed Mraz izgubio je sanjke; Tekst: Vanja Obad, režija: Svetlana Patafta; Centar za kulturu Trešnjevka. Uloge: Djed Mraz i mali Mraz. 2008/2009 – Cigle svete Elizabete; Tekst: Vid Balog, režija: Damir Lončar; Gradsko kazalište Komedija.Uloga: Ule Lončar. 2008/2009 – Nikola Sedmi; Tekst: Vladimir Stojsavljević, režija: Romano Bogdan; Kazališna družina Pinklec, HNK Varaždin. Uloga: Ivan Zrinski.

### Televizijske uloge
- HRT program za djecu i mlade: Tajni dnevnik patke Matilde (2010. – 2013.) uloga: Pjetlić Pjer.

### Filmske uloge
- Volim te, redatelj: Dalibor Matanić, uloga; Odvjetnikov sin
- Hrvoje Hitrec: Hrvatska bogorodica, redatelj: Neven Hitrec, uloga; Manojlovićev sin Vidoje.

### Ostale umjetničke aktivnosti
- 2013–2008 Producent i asistent radionica glumačkog treninga i izvedbenih umjetnosti, POOLing, Performing stream i Kichenet, talijanske umjetnice Nhandan Chirco (2/2013 Kotar teatar i CZK August Cesarec, Zageb, 8/2011 Pučišća, otok Brač, 4/2011 Kazalište Dubrava, 6/2010, 1/2010, 6/2009,4/2009, 1/2009, 11/2008 Teatar Itd.

- Samostalne radionice - 10/2013 – Radionica scenskog kretanja, Centar za kulturu Čakovec. 2012/13/14 – voditelj dramske nastave, Dramski studio Kazališta Knap (CZK Peščenica) 5/2013 – Dramsko-lutkarske radionice u sklopu Kazališnog tjedna Kotar teatra u Delnicama. (Vrtić Hlojkica i OŠ Ivan Goran Kovačić) 1/2013 – Osnove mime i fizičkog teatra, HNK u Varaždinu 11/2012  – Radionica mime i fizičkog teatra, HNK u Varaždinu 2011-2008 – Glumački trening (9/10 HNK u Varaždinu, 7/09, 7/08, 7/07 Kazališni kamp u Pazinu, 4/08 Zagrebačko kazalište mladih) 11/2012 – Radionica fizičkog teatra, HNK u Varaždinu 6/2005 – Radionica mime, Unesco camp.

- Sudjelovanja - 1/2015 – ISH TO GO Physical work and clown stories for two clowns (Crveni nosovi). 11/2014 – Radionica glasa i tijela, Jorge Parente, Itd teatar. 10/2014 – Glumac i tijelo, Dražen Šivak (Crveni nosovi). 7/2014 – Edukacija: Priprema projekata za EU fondove, Delnice (PGŽ). 6/2014 – Its festival Amsterdam, asistent produkcije (30 h). 2/5/2014 – Edukacija: Kako biti zaposlen samostalni umjetnik, Vitomira Lončar (HDDU i Mala scena). 10/2013 – The Art of lightness to serve the suffering, Carina Bonan, International school of humor, Beč. 6/2013 – International clown camp, Murter. 4/2013 – Before the music starts, Giora Seelinger, International school of humor, Beč. 2/2013 – Kichenet, Nhandan Chirco, Kotar teatar i CZK August Cesarec. 1/2013 – Truth in Clowning, Gary Edwards, audicija/radionica, Crveni nosovi-klaunovidoktori. 4/2012 – Mala noćna čitanja, Jelena Tondini: Kad narastem bit ću Almodovar, Režija: Mario Kovač, ZKM. 3/8/2011 – POOLing, Nhandan Chirco, Itd Teatar i Kazalište Dubrava. 8/2010 – Samice, Matija Ferlin, Istra. 6/2010 – Performing stream, Nhandan Chirco, Itd teatar. 6/2010 – Its festival, Amsterdam, projekt: Ensemble Week, Nizozemska, predstavnik Hrvatske kao organizator i sudionik festivala TEST! 5/2010 – Radionica mime i suvremenog plesa, Željko Jančić – Zec, Itd Teatar. 8/2008 – Performing Soundings (radionica tijela i glasa), Richard Nieoczym, Itd Teatar. 6/4/1/2009 – Performing stream, Nhandan Chirco, Itd Teatar. 4/2009 – Performing Soundings, Richard Nieoczym, Itd Teatar. 7/2008 – Radionica glasa i pjevanja, Katarina Pongraz, Pazin. 3/11/2008 – Performing stream, Nhandan Chirco, Itd Teatar.

- Od 2008. do 2010. sudjeluje u organizacijskom i selekcijskom timu festivala TEST! Teatar studentima. (2009: koordinator radionica, 2010: urednik kazališnog programa i koordinator radionica)

## Vanjske poveznice
http://www.kotarteatar.com/

http://www.hnkvz.hr/index.php?p=detail&article=481

http://www.imdb.com/name/nm1085770/

http://www.kotarfest.com  Arhivirana inačica izvorne stranice od 14. prosinca 2019. (Wayback Machine)